# Naravelia laurifolia
Naravelia laurifolia är en ranunkelväxtart som beskrevs av Nathaniel Wallich, Joseph Dalton Hooker och Thoms.. Naravelia laurifolia ingår i släktet Naravelia och familjen ranunkelväxter. Inga underarter finns listade i Catalogue of Life.